# Stubo, Bijelo Polje
Stubo este un sat din comuna Bijelo Polje, Muntenegru. Conform datelor de la recensământul din 2003, localitatea are 82 de locuitori (la recensământul din 1991 erau 114 locuitori).

## Demografie
În satul Stubo locuiesc 50 de persoane adulte, iar vârsta medie a populației este de 34,7 de ani (34,7 la bărbați și 34,7 la femei). În localitate sunt 16 gospodării, iar numărul mediu de membri în gospodărie este de 5,13.
Populația localității este foarte eterogenă.
|  |

| Demografie | Demografie | Demografie |
| An         | Locuitori  | Locuitori  |
| ---------- | ---------- | ---------- |
|            |            |            |
|            |            |            |
|            |            |            |
|            |            |            |
| 1948       | 149        |            |
| 1953       | 176        |            |
| 1961       | 220        |            |
| 1971       | 241        |            |
| 1981       | 205        |            |
| 1991       | 114        | 114        |
| 2003       | 109        | 82         |

| \| Componența etnică conform recensământului din 2003[2] \| Componența etnică conform recensământului din 2003[2] \| Componența etnică conform recensământului din 2003[2] \| Componența etnică conform recensământului din 2003[2] \| Componența etnică conform recensământului din 2003[2] \| \| ----------------------------------------------------- \| ----------------------------------------------------- \| ----------------------------------------------------- \| ----------------------------------------------------- \| ----------------------------------------------------- \| \| \| \| \| \| \| \| Musulmani \| Musulmani \| \| 53 \| 64,63% \| \| Bosniaci \| Bosniaci \| \| 26 \| 31,7% \| \| Sârbi \| Sârbi \| \| 3 \| 3,65% \| \| necunoscută \| necunoscută \| \| 0 \| 0% \| |             |  |    |        |
| Componența etnică conform recensământului din 2003 |             |  |    |        |
| |             |  |    |        |
| Musulmani | Musulmani   |  | 53 | 64,63% |
| Bosniaci | Bosniaci    |  | 26 | 31,7%  |
| Sârbi | Sârbi       |  | 3  | 3,65%  |
| necunoscută | necunoscută |  | 0  | 0%     |